# Xarxa central GPRS

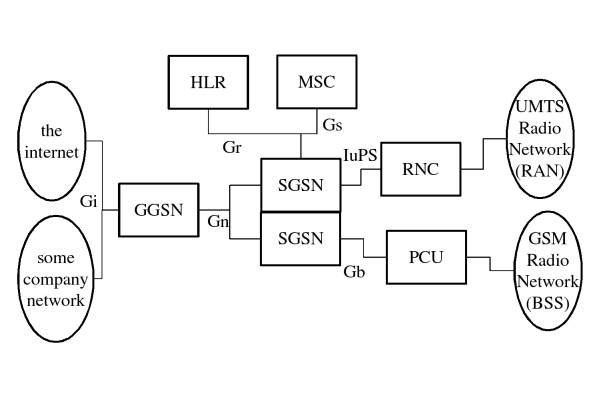
Estructura d'una xarxa central GPRS. Aquest diagrama mostra l'estructura simplificada d'una xarxa central GPRS juntament amb els noms d'algunes de les interfícies/punts de referència entre sistemes.

La xarxa central GPRS és la part central del servei general de ràdio de paquets (GPRS) que permet que les xarxes mòbils 2G, 3G i WCDMA transmetin paquets de protocol d'Internet (IP) a xarxes externes com Internet. El sistema GPRS és una part integrada del subsistema de commutació de xarxa GSM.
La xarxa proporciona gestió de mobilitat, gestió de sessions i transport per a serveis de paquets IP en xarxes GSM i WCDMA. La xarxa central també ofereix suport per a altres funcions com ara la facturació i la intercepció legal. També es va proposar, en un moment, donar suport als serveis de ràdio de paquets al sistema D-AMPS TDMA dels EUA, però, a la pràctica, totes aquestes xarxes s'han convertit a GSM, de manera que aquesta opció ha esdevingut irrellevant.
El mòdul PRS és un sistema basat en estàndards oberts. L'organisme d'estandardització és el 3GPP.

## Protocol de tunelització GPRS (GTP)
El protocol de túnel GPRS és el protocol basat en IP que defineix la xarxa central GPRS. Principalment, és el protocol que permet als usuaris finals d'una xarxa GSM o WCDMA moure's d'un lloc a un altre mentre continuen connectant-se a Internet com si des d'una ubicació al node de suport GPRS de Gateway (GGSN). Ho fa transportant les dades de l'abonat des del node de suport GPRS de servei actual de l'abonat (SGSN) al GGSN que gestiona la sessió de l'abonat. La xarxa central GPRS utilitza tres formes de GTP.
GTP-U
per a la transferència de dades d'usuari en túnels separats per a cada context de protocol de dades de paquets (PDP).
GTP-C
per motius de control que inclouen:
- configuració i supressió de contextos PDP;
- verificació de l'accessibilitat de GSN;
- actualitzacions; per exemple, quan els subscriptors passen d'un SGSN a un altre.

GTP' (pronunciat "GTP Prime")
per transferir les dades de càrrega a la funció de passarel·la de càrrega.

## Nodes de suport GPRS (GSN)
Un GSN és un node de xarxa que admet l'ús de GPRS a la xarxa central GSM. Tots els GSN haurien de tenir una interfície Gn i suportar el protocol de túnel GPRS. Hi ha dues variants clau del GSN, és a dir, el node de suport GPRS de passarel·la i el node de suport GPRS de servei.

### Node de suport GPRS de passarel·la (GGSN)
El node de suport GPRS de passarel·la (GGSN) és un dels dos components del domini PS GPRS. El GGSN juntament amb el SGSN gestionen les transmissions de paquets entre la xarxa GPRS i xarxes externes de commutació de paquets, com ara Internet o una xarxa X.25.

### Node de suport GPRS de servei (SGSN)
El Serving GPRS Support Node (SGSN) és el node que està donant servei a MS/UE. El SGSN és compatible amb GPRS i/o UMTS. El SGSN fa un seguiment de la ubicació d'un MS / UE individual i realitza funcions de seguretat i control d'accés. El SGSN està connectat al sistema d'estació base GERAN mitjançant la interfície Gb o Iu i/o a l'UTRAN mitjançant la interfície Iu. Un SGSN és responsable del lliurament de paquets de dades des i cap a les estacions mòbils dins de la seva àrea de servei geogràfic. Les seves tasques inclouen l'encaminament i la transferència de paquets, la gestió de la mobilitat (adjuntar/separar i gestionar la ubicació), la gestió d'enllaços lògics i les funcions d'autenticació i càrrega. El registre d'ubicacions del SGSN emmagatzema informació d'ubicació (per exemple, cel·la actual, VLR actual) i perfils d'usuari (per exemple, IMSI, adreces utilitzades a la xarxa de paquets de dades) de tots els usuaris GPRS registrats amb ell.

### Funcions SGSN específiques de GSM/EDGE
Les tarifes de dades millorades per a les funcions i característiques específiques de SGSN de GSM Evolution (EDGE) són:
- Velocitat de dades màxima d'aprox. 60 kbit/s (150 kbit/s per a EDGE) per subscriptor
- Connecteu-vos mitjançant Frame Relay o IP a la unitat de control de paquets mitjançant la pila de protocols Gb
- Accepteu dades d'enllaç ascendent per formar paquets IP
- Xifra les dades d'enllaç descendent, desxifra les dades d'enllaç ascendent
- Realitzar la gestió de la mobilitat a nivell de cèl·lula per a mòbils en mode connectat

### Funcions SGSN específiques de WCDMA
- Porta fins a uns 42 Enllaç descendent de trànsit Mbit/s i 5.8 Enllaç ascendent de trànsit Mbit/s (HSPA+)
- Túnel/destunelitza paquets d'enllaç descendent/enllaç ascendent cap al controlador de xarxa de ràdio (RNC)

## Punt d'accés
Un punt d'accés és:
- Una xarxa IP a la qual es pot connectar un equip mòbil
- Un conjunt de paràmetres que s'utilitzen per a aquesta connexió
- Una opció particular en un conjunt de paràmetres en un telèfon mòbil

## Context PDP
El context del protocol de dades de paquets (PDP; per exemple, IP, X.25, FrameRelay) és una estructura de dades present tant al node de suport GPRS de servei (SGSN) com al node de suport GPRS de passarel·la (GGSN) que conté la informació de sessió de l'abonat quan el l'abonat té una sessió activa. Quan un mòbil vol utilitzar GPRS, primer s'ha d'adjuntar i després activar un context PDP . Això assigna una estructura de dades de context PDP al SGSN que l'abonat està visitant actualment i al GGSN que serveix el punt d'accés de l'abonat. Les dades registrades inclouen
- Adreça IP del subscriptor
- IMSI del subscriptor
- Identificador del punt final del túnel del subscriptor (TEID) al GGSN
- Identificador del punt final del túnel del subscriptor (TEID) al SGSN